# Herdklotz Park
Der Herdklotz Park ist eine 6,8 Hektar große Grünanlage in Greenville im Greenville County im US-Bundesstaat South Carolina. Er befindet sich etwa 500 Meter abseits der Rutherford Road und ist nach Dick Herdklotz, einem früheren County-Ratsherrn, benannt.
Auf dem Gelände befand sich früher das Hopewell Sanitarium, das landesweit für die Behandlung von Tuberkulosepatienten bekannt war. Nachdem ein Brand das Sanatorium zerstört hatte, entschied sich das County, das Gelände für eine Parkanlage zu nutzen. Der ehemalige Erdkeller des Sanatoriums wurde bei der Errichtung des Parks erhalten.
Die Gesamtlänge der Wanderpfade im Park beträgt 870 Meter. Der Park bietet eine Aussicht auf das Zentrum von Greenville. Als Erholungsraum von den ansässigen Einwohnern genutzt, besitzt er unter anderem Fußballplätze, einen Spielplatz sowie eine Beachvolleyballanlage.